# Redoutable (1791)
El Redoutable fue un navío francés de guerra; el segundo de nueve buques de la marina francesa en portar dicho nombre.
Fue botado el 31 de mayo de 1791 como Suffren (en honor al almirante Pierre André de Suffren de Saint Tropez), y fue renombrado Redoutable («Temible») el 20 de mayo de 1794. Participó en la batalla de Trafalgar comandado por el capitán Lucas. Formó parte de la escuadra franco-española que el 21 de octubre de 1805 se enfrentó con la escuadra inglesa. Embarcaba 74 cañones.

## Historial
En la batalla  de Trafalgar formaba parte del centro de la escuadra y libró el más encarnizado combate al lado del buque insignia, el Bucentaure francés y cerca del Santísima Trinidad español.
Se enfrentó en primer lugar al buque insignia de la escuadra inglesa, el HMS Victory, en inferioridad de condiciones, puesto que el navío inglés contaba con 104 cañones. Para solventar la desventaja del número de cañones, el Redoutable produjo un considerable aumento del nivel de disparos de fusilería y granadas e intentó el abordaje del HMS Victory. Posteriormente sufrió el fuego de otros navíos de la armada inglesa que acudieron a socorrer a su buque insignia, principalmente del Temeraire. Uno de los tiradores del Redoutable consiguió acabar con la vida del almirante inglés Horatio Nelson.
El navío Fougueux acudió en ayuda del Redoutable, pero éste, desarbolado y con un gran número de bajas (487 muertos y 81 heridos de una tripulación de 634 hombres), tuvo que rendirse y fue apresado. Estaba tan destrozado que se hundió a consecuencia de los daños sufridos o porque le prendieron fuego.